# Stilla havets orkansäsong 2008
 Stilla havets orkansäsong 2008 pågick officiellt från den 15 maj i den västra delen av Stilla havet, vilket är området väster om 140°V; den 1 juni i den centrala delen, vilket är mellan datumgränsen och 140°V; och pågick till den 30 november, 2008.

## Stormar

### Tropiska stormen Alva
Den tropiska stormen Alva bildades den 29 maj 2008 söder om Centralamerika. Den utvecklades sakta och blev en tropisk storm den 29 maj. Den ökade då snabbt i styrka och gick in över land nära León, Nicaragua med vindar på omkring 100 km/h. Resterna av Alma kom att bilda den tropiska stormen Arthur den 31 maj i Mexikanska golfen.
Sammanlagt dog sju personer av Alma.

### Orkanen Boris
En tropiska depressionen bildades den 27 juni 2008 ut ett lågtryck som sakta utvecklats under den fjärde veckan i juni. Depressionen ökade i styrka och uppgraderades till en tropisk storm senare samma dag. Boris intensifierades till en kraftig tropisk storm den 29 juni. Boris ökade ytterligare i styrka och blev en orkan den 1 juli.

### Tropiska stormen Cristina
Den tropiska depressionen Tre-E bildades den 27 juni väster om den tropiska stormen Boris. Den ökade i styrka senare under dagen tropisk storm senare samma dag och fick namnet Cristina. Cristina kom in över kallare vatten och försvagades till en depression den 30 juni. Den avmattades helt nästa dag.

### Tropiska stormen Douglas
Den 2 juli bildades den tropiska depressionen Fyra-E ur ett lågtryck. Depressionen ökade i styrka och uppgraderades till en tropisk storm senare samma dag.

### Tropiska depressionen Fem-E
Den tropiska depressionen Fem-E bildades den 5 juli ur en kraftig tropisk våg sydväst om Mexikos kust. Den gick in över land i delstaten Michoacán de Ocampo och avmattades strax därefter.

### Orkanen Elida
Den 11 juli bildades en tropisk depression ur en lågtryck utanför Mexikos kust. Den ökade i styrka och blev en tropisk storm dagen efter. Elida blev en orkan den 14 juli. Den 16 juli ökade den snabbt och blev en kategori 2-orkan.

### Orkanen Fausto
Den tropiska depressionen Sju-E bildades den 16 juli ur ett lågtryck utanför Mexikos kust. Depressionen ökade i styrka och uppgraderades till en tropisk storm senare samma dag. Blev den 18 juli en orkan.

### Orkanen Genevieve
Den tropiska depressionen Åtta-E bildades den 21 juli ur en tropisk våg. Den blev tropisk storm senare under dagen. Genevieve ökade i styrka den 25 juli till en orkan vilket den var till den försvagades till en tropisk storm tidigt den 26 juli, och avmattades nästa dag.

### Orkanen Hernan
Ett område lågtryck utanför Mexikos stillahavskust utvecklades sakta till en tropisk depression den 6 augusti och blev en tropisk storm senare samma dag. Den 8 augusti nådde Hernan orkanstyrka och fortsatte att öka kraftigt i styrka under kvällen och blev på morgonen den 9 augusti säsongens första större orkan. Hernan började att försvagas saktare senare under dagen och avmattades slutligen den 13 augusti.

### Tropiska stormen Kika
Ett område av organiserat väder sydöst om Hawaii organiserade sig tillräckligt för att kunna klassificeras som en tropisk cyklon den 7 augusti. Kika avmattades den 11 augusti.
Det var den första tropiska systemet att bildas i de centrala delarna av Stilla havet sedan 2006.

### Tropiska stormen Iselle
Ett område oväder sydväst om Mexiko utvecklades den 13 augusti till den Tropiska depressionen Tio-E. Tio-E utvecklades senare under dagen till en tropisk storm. Iselle avmattades den 16 augusti.

### Tropiska stormen Julio
Den tropiska depressionen Elva-E bildades den 23 augusti ungefär 550 km sydöst om Baja California. Elva-E utvecklades senare under dagen till en tropisk storm.